# Xyanide
Xyanide est un jeu vidéo de type shoot 'em up développé par Playlogic Entertainment et édité par Evolved Games, sorti en 2006 sur Xbox.
Il a pour suite Xyanide: Resurrection.

## Accueil
- GameSpot : 7,2/10[1]
- IGN : 6,3/10[2]